# Vorwärts-Rasensport Gleiwitz
SV Vorwärts-Rasensport Gleiwitz was een Duitse voetbalclub uit Gleiwitz, Silezië, dat tegenwoordig de Poolse stad Gliwice is. Thuiswedstrijden werden op de Jahnplatz gespeeld dat plaats bood aan 15.000 toeschouwers en ook het huidige stadion is van Piast Gliwice.

## Geschiedenis
De club ontstond in 1926 door een fusie tussen SC Vorwärts Gleiwitz en RV 09 Gleiwitz. De fusieclub werd meteen kampioen en plaatste zich voor de Zuidoost-Duitse eindronde. In de groepsfase met acht clubs werd Vorwärts-RaSpo vijfde.
De club had zware concurrentie van SC Preußen Hindenburg en Beuthen SuSV 09 en de club kon pas in 1931/32 opnieuw de titel winnen. In de eindronde werd de club derde. Het volgende seizoen mocht de club als vicekampioen naar de eindronde en werd daar tweede achter Beuthen SuSV 09. Door deze plaats mocht de club voor het eerst naar de eindronde om de Duitse landstitel. In de eerste ronde kreeg de club een dikke veeg uit de pan van Fortuna Düsseldorf en verloor met 0-9.
In 1933 werd de Gauliga ingevoerd als hoogste klasse nadat de Nationaalsocialistische Duitse Arbeiderspartij aan de macht kwam en de competitie grondig hervormde. Vorwärts-RaSpo speelde in de Gauliga Schlesien en werd kampioen in 1934/35 en plaatste zich opnieuw voor de Duitse eindronde. De eindronde was hervormd en eerst was er een groepsfase. De club won tegen Hertha BSC Berlin maar werd slechts derde van vier clubs in de groep.
Ook het volgende seizoen plaatste de club zich voor de eindronde, die slecht begon met een 3-0 nederlaag tegen Eimsbütteler TV. Na overwinningen tegen Werder Bremen en Viktoria Stolp werd de club groepswinnaar en plaatste zich zo voor de halve finale. Daar trof de club opnieuw Fortuna Düsseldorf dat zes internationals in zijn rangen had en ondanks dat Gleiwitz aan de leiding kwam verloor de club met 3-1. Er was ook nog een wedstrijd om de derde plaats waarin de ontgoochelde spelers helemaal over zich heen lieten lopen door Schalke 04 en met 8-1 verloren.
Nadat Beuthen SuSV 09 een jaar de titel won werd de club opnieuw kampioen in 1937/38. In de eindronde werd de club laatste. Het volgende seizoen kon de club nog tweede worden in de groepsfase achter Schalke 04.
Door het uitbreken van de Tweede Wereldoorlog werd de Gauliga Schlesien in 1939/40 opgedeeld in twee reeksen. De club werd groepswinnaar en speelde de finale om de titel tegen Breslauer FV 06 en won twee keer met overtuigende cijfers. In de eindronde met drie clubs werd de club tweede achter Rapid Wien. Het volgende seizoen werd niet voltooid door verwikkelingen in de oorlog. De club stond tweede in de stad achter Germania Königshütte met twee punten achterstand. Omdat de club echter twee wedstrijden minder gespeeld had als Königshütte werd de club als kampioen aangeduid en mocht opnieuw naar de eindronde. In een groep met Luftwaffen-SV Stettin en Preußen Danzig werd de club groepswinnaar. Om naar de halve finale te mogen moest de club nog eerst langs Dresdner SC passeren, maar werd uitgeschakeld.
Na dit seizoen werd de Gauliga Schlesien gesplitst en speelde de club verder in de Gauliga Oberschlesien. Germania Königshütte domineerde de competitie en de hoogdagen van Gleiwitz waren voorbij.
Na het einde van de Tweede Wereldoorlog werd Gleiwitz een Poolse stad en werd de voetbalclub opgeheven.

## Erelijst
Kampioen Opper-Silezië
1927, 1932
Gauliga Schlesien
1935, 1936, 1938, 1939, 1940, 1941
Deelnames aan de eindronde om de Duitse landstitel
1932/33, 1934/35, 1935/36, 1937/38, 1938/39, 1939/40, 1940/41